# Бабанин Куст
Бабанин Куст — бессточное озеро на восточной окраине Новохопёрского района Воронежской области. Располагается на территории городского поселения Новохопёрск, между хуторами Богдань и Первомайский.
В начале 1930-х годов площадь озера составляла 21 га, а глубина достигала 3—4 м; берега местами покрыты кустарником, тростником, осокой, рогозом. Ныне озеро почти полностью заросло. Питается в основном родниковой водой. Берега пологие.